# Saisie (consommation)
 (janvier 2016).
Si vous disposez d'ouvrages ou d'articles de référence ou si vous connaissez des sites web de qualité traitant du thème abordé ici, merci de compléter l'article en donnant les références utiles à sa vérifiabilité et en les liant à la section « Notes et références ».
La saisie est une mesure de police judiciaire qui empêche la commercialisation d'une marchandise en cas de non-conformité.

## Description juridique
L'article L. 221-5 du code de la consommation dispose que : 
« Sur la voie publique et dans les lieux mentionnés au premier alinéa de l'article L. 215-3 les saisies ne pourront être effectuées sans autorisation judiciaire que dans le cas de flagrant délit de falsification ou lorsqu'elles portent sur :
1. Les produits reconnus falsifiés, corrompus ou toxiques ;
2. Les produits reconnus impropres à la consommation, à l'exception des 60 produits d'origine animale, des denrées alimentaires en contenant ainsi que des aliments pour animaux d'origine animale ou contenant des produits d'origine animale 60 dont l'impropriété à la consommation ne peut être reconnue qu'en fonction de caractères organoleptiques anormaux ou de signes de pathologie lésionnelle ;
3. Les produits, objets ou appareils propres à effectuer des falsifications dans les cas prévus aux articles L. 213-3 et L. 213-4 ;
4. Les produits, objets ou appareils reconnus non conformes aux lois et règlements en vigueur et présentant un danger pour la santé ou la sécurité des consommateurs.
5. Les produits présentés sous une marque, une marque collective ou une marque collective de certification contrefaisantes. »

## Application juridique
Le même article L. 215-5 prévoit que : 
« Les saisies peuvent être faites à la suite de constatations opérées sur place ou de l'analyse ou de l'essai d'un échantillon en laboratoire.
Les agents dressent un procès-verbal de saisie. Les produits saisis sont laissés à la garde de leur détenteur ou, à défaut, déposés dans un local désigné par les agents. Ce procès-verbal est transmis dans les 24 heures au procureur de la République.
L'agent peut procéder à la destruction, à la stérilisation ou à la dénaturation des produits mentionnés au 1. Ces opérations sont relatées et justifiées dans le procès-verbal de saisie. »
Les agents disposent donc d'un pouvoir de destruction des produits qui sont falsifiés, corrompus ou toxiques (L. 215-5, 1, code de la consommation). Cette reconnaissance ne peut être faite que par l'agent verbalisant et non pas par la personne verbalisée. Leurs constatations suffisent pour prouver l'état de décomposition des produits détruits.

## Peines encourues
Le non-respect de la mesure de saisie est puni d'un emprisonnement de trois ans et d'une amende de 375 000 € ou de l'une de ces deux peines seulement. En outre, le tribunal peut ordonner les mesures prévues à l'article L. 216-3 du code de la consommation : publication dans les journaux et sur les lieux de vente du jugement de condamnation.